# Do I Wanna Know
"Do I Wanna Know?" é uma canção da banda britânica de rock Arctic Monkeys e o segundo single de seu quinto álbum de estúdio, AM (2013). A canção foi lançada como single em 18 de junho de 2013, e se tornou a primeira canção da banda a entrar na parada Billboard Hot 100, atingindo a 70ª posição. Também atingiu a 1ª posição da parada Alternative Songs, a 12ª posição da parada Mainstream Rock, a 2ª posição da UK Indie Chart e a 11ª posição da UK Singles Chart. Em Dezembro de 2014, a canção foi indicada ao Grammy de Melhor Performance Rock. Em Dezembro de 2019, a canção ficou na 3ª posição na lista dos 20 melhores riffs de guitarra da década feita pela revista Americana Guitar World.

## Composição
Tanto em termos de conteúdo lírico e estilo estético, "Do I Wanna Know?" é considerado uma continuação do single anterior, a canção "R U Mine?". Os rifs das guitarras são similares, mas o tempo da música é mais lenta. A faixa também foi comparada as canções presentes no álbum anterior da banda, Suck It and See.
A canção foi tocada ao vivo pela primeira vez em maio de 2013, durante um show na cidade de Ventura, Califórnia.

## Videoclipe
Um vídeo para a canção "Do I Wanna Know?", dirigido por David Wilson, foi lançado no Youtube junto com o single em 18 de junho de 2013. O vídeo atingiu a marca de 1 bilhão de visualizações em junho de 2020.

## Faixas
| Download digital |                    |         |  |
| N.º              | Título             | Duração |  |
| 1.               | "Do I Wanna Know?" | 4:33    |  |

| 7" vinil |                    |         |  |
| N.º      | Título             | Duração |  |
| 1.       | "Do I Wanna Know?" | 4:33    |  |
| 2.       | "2013"             | 2:26    |  |

## Tabelas musicais

### Posições
| Paradas (2013–2014)                                     | Melhor posição |
| ------------------------------------------------------- | -------------- |
| Austrália (ARIA)                                        | 37             |
| Bélgica (Ultratop 50 de Flandres)                       | 35             |
| Bélgica (Ultratip Bubbling Under da Valônia)            | 36             |
| Escócia (Scottish Singles Chart)                        | 12             |
| França (SNEP)                                           | 89             |
| Irlanda (IRMA)                                          | 29             |
| Israel (Media Forest)                                   | 4              |
| Países Baixos (Single Top 100)                          | 62             |
| Reino Unido (UK Singles Chart)                          | 11             |
| Reino Unido (OCC UK Indie)                              | 2              |
| Estados Unidos (Billboard Hot 100)                      | 70             |
| Estados Unidos (Billboard Adult Alternative Songs)      | 11             |
| Estados Unidos (Billboard Alternative Airplay)          | 1              |
| Estados Unidos (Billboard Hot Rock & Alternative Songs) | 10             |
| Estados Unidos (Billboard Mainstream Rock)              | 12             |
| Estados Unidos (Billboard Rock Airplay)                 | 1              |

| Parada (2016)  | Melhor posição |
| -------------- | -------------- |
| Portugal (AFP) | 80             |

| Parada (2013)                             | Posição |
| ----------------------------------------- | ------- |
| Reino Unido (Official Charts Company)     | 55      |
| Estados Unidos (Billboard Hot Rock Songs) | 52      |

| Parada (2014)                                      | Posição |
| -------------------------------------------------- | ------- |
| Estados Unidos (Billboard Adult Alternative Songs) | 41      |
| Estados Unidos (Billboard Alternative Songs)       | 1       |
| Estados Unidos (Billboard Hot Rock Songs)          | 20      |
| Estados Unidos (Billboard Mainstream Rock)         | 46      |
| Estados Unidos (Billboard Rock Airplay)            | 1       |

| Parada (2010–2019)                    | Posição |
| ------------------------------------- | ------- |
| Reino Unido (Official Charts Company) | 93      |

### Certificações
| País (Empresa)        | Certificação |
| --------------------- | ------------ |
| Reino Unido (BPI)     | 3× Platina   |
| Estados Unidos (RIAA) | Platina      |